# Paul Tortelier

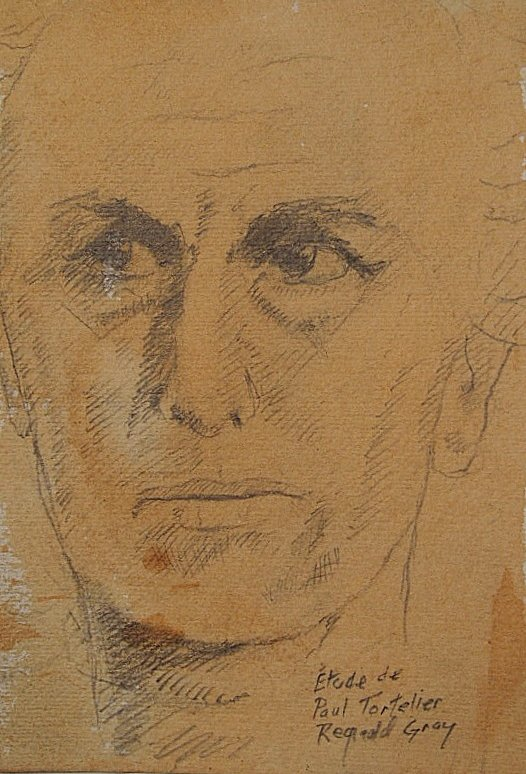
Paul Tortelier, studiu de Reginald Gray

Paul Tortelier, (n. 21 martie 1914, Paris, Franța – d. 18 decembrie 1990, Chaussy⁠(d), Île-de-France, Franța), a fost un violoncelist francez renumit atât pentru interpretările sale cât și pentru calitățile sale de pedagog.

## Biografie
Paul Tortelier s-a născut la 21 martie 1914 în Paris. Tatăl său, tâmplar, cânta la vioară și mandolină. Mama își dorea ca fiul să devină violoncelist; la vârsta de șase ani i-a făcut cadou un violoncel. La vârsta de zece ani a început să studieze la Conservatorul din Paris, unde Gérard Hekking l-a apropiat de muzica lui Johann Sebastian Bach. La 16 ani a câștigat primul premiu al Conservatorului. A studiat vreme de trei ani armonie cu Jean Gallon și a primit premiul întâi pentru compoziție. Între 1935 și 1937 a fost membru al Orchestrei Simfonice din Monte Carlo, unde a cântat cu dirijorii Arturo Toscanini, Bruno Walter⁠(en)[traduceți] și Richard Strauss. În 1939 a devenit prim violoncelist al Orchestrei Simfonice din Boston. A colaborat în concerte cu marii dirijori și marile orchestre din secolul al XX-lea.
A decedat în decembrie 1990, la vârsta de 76 de ani, în urma unui atac de cord.

## Cariera de instrumentist și pedagog
Torterlier era prieten cu Pablo Casals, pe care îl admira și a cărui tehnică a adoptat-o, în parte. Acesta l-a invitat ca violoncelist principal la primul Festival din Prades, care comemora 200 de ani da la moartea lui Bach. Înregistrările sale acoperă aproape în întregime repertoriul de violoncel. A înregistrat în două rânduri, în întregime, suitele pentru violoncel solo de Bach, distingându-se prin modificări de tempo extreme și o ritmică flexibilă. Una dintre realizările sale deosebite este concertul pentru violoncel și orchestră de Edward Elgar.
În perioada 1956–1969 a fost profesor la Conservatorul din Paris; apoi, între 1969 și 1975, la Universitatea Folkwang din Essen. A fost profesor la Conservatorul Central din Beijing⁠(en)[traduceți]. Printre elevii săi au figurat Arto Noras⁠(en)[traduceți] și Jacqueline du Pré.